# Marion Byron
Marion "Peanuts" Byron (16 de marzo de 1911-5 de julio de 1985) fue una comediante y actriz cinematográfica de nacionalidad estadounidense, cuya carrera transcurrió principalmente en la época del cine mudo. 

## Biografía
Su verdadero nombre era Miriam Bilenkin, y nació en Dayton (Ohio). Tras seguir a su hermana en una corta carrera teatral como cantante y bailarina, consiguió su primer papel cinematográfico en 1928 en la cinta de Buster Keaton Steamboat Bill Jr.. Posteriormente fue contratada por Hal Roach para actuar en cortos acompañando a Max Davidson, Edgar Kennedy, Charley Chase y, sobre todo, a Anita Garvin. Byron, de constitución pequeña, trabajó con Garvin, de elevada estatura, en 1928 y 1929 en una breve serie cinematográfica de tres filmes, en lo que era una versión femenina de las producciones de Stan Laurel y Oliver Hardy. 
Antes de la llegada del cine sonoro, Byron dejó de trabajar para Roach, aunque siguió actuando en largometrajes como la cinta de Vitaphone Broadway Babies (1929), con Alice White, o con la producción en novedoso Technicolor Golden Dawn (1930). Byron no consiguió ningún gran éxito, y sus papeles disminuían en importancia de modo paulatino, hasta el extremo de intervenir sin apenas actuar, y sin aparecer en los créditos, en películas como Meet the Baron (1933, con Jack Pearl) y Hips Hips Hooray (1934, con Bert Wheeler y Robert Woolsey). Su última actuación cinematográfica tuvo lugar en la película de las Quintillizas Dionne Six of a Kind (1938).
Byron se casó con el guionista Lou Breslow en 1932. Tuvieron un hijo, Larry Breslow, en 1939. Marion Byron falleció en Santa Mónica (California) en 1985, a los 74 años. Fue enterrada en el Cementerio Hillside Memorial Park de Culver City, California.